# 천안불당중학교
천안불당중학교(天安佛堂中學校)는 대한민국 충청남도 천안시 서북구 불당동에 있는 공립 중학교이다.

## 학교 연혁
- 2004년 3월 9일 : 제1회 입학식(412명)
- 2004년 10월 2일 : 개교식
- 2007년 2월 8일 : 제1회 졸업식(428명)
- 2024년 3월 1일 : 제7대 박종승 교장 부임
- 2025년 1월 9일 : 제19회 졸업식(361명, 총 7,665명)
- 2025년 3월 4일 : 제22회 입학식(384명)

## 참고 자료
- 천안불당중학교 - 한국교육학술정보원 학교알리미